# Костас Карафотіс
Костас Карафотіс (грец. Κώστας Καραφώτης, 3 вересня 1978, Трикала, Греція) — грецький поп-співак.

## Біографія

### Ранні роки
Карафотіс народився в Трикала, в Фессалії в 1978 році, де жив до 18 років. У 18 років вступив на медичний факультет Софійського університету в Болгарії, який закінчив зі ступенем в галузі медицини 14 листопада 2003 року.
З дитинства проявляв інтерес до музики і співу, з 8 років навчався грати на бузукі, потім на фортепіано. У 2004 році брав участь в талант-шоу «Fame Story 2», завдяки його вокальним здібностям і його музичним знанням став одним з 3-х переможців.

### Кар'єра
Після «Fame Story 2» почав блискучу кар'єру. В березні 2005 року Карафотіс підготував свій перший альбом під назвою «Είμαι εδώ» (укр. Я тут) з 11 чудовими піснями. Автором пісень альбому є композитор Антоніс Вардіс. У першому сольному альбомі Карафотіса взяли участь Янніс Вардіс і Пеггі Зіна. Взимку 2004–2005 року відбулася перша співпраця з Пеггі Зіною і Ніно в Афінах в нічному клубі «Аполлон». З Пасхі 2005 року співає у концертах разом з Йоргосом Мазонакісом. Взимку 2005–2006 року працював вдруге з Пеггі Зіною і Nino в Diogenis Studio.
У липні 2006 року випустив свій другий сольний альбом під назвою «Η καρδιά μου σελίδα γυρίζει» (укр. «Моє серце перетворюється на сторінки»). В серпні 2006 року був покликаний для проходження військової служби. У вересні 2006 року, під час відбування свого терміну служби, вирушив у великий тур до Південної Африки з Єленою Папарізу. 2007 року бере участь в концертах Васіліса Карраса в Америці і Канаді. У наступні роки співпрацює також з Костасом Мартакісом, Ірині Меркурі, Глікерією, Христос Нікопулосом, Меліною Асланіду.
У 2010 році бере участь в телевізійному шоу «Just the two of us», в якому знамениті особистості різних професій співають зі знаменитими професійними співаками. Партнером Костаса була актриса Єлена Філіні.
У 2011 році Карафотіс записав новий альбом. Заголовна пісня альбому «Απεργώ» (укр. «Удар») стала хітом, музику написав Васіліс Гаврилідес, вірші Танос Папаніколау.
Назва пісні залежить від ситуації в Греції в останній час. У грудні 2012 року режисер JACO зняв відео кліп до пісні, кліп і пісня вийшли під лейблом Heaven Music.
7 і 8 лютого 2012 року Костас Карафотіс виступав на Кіпрі в Никосії разом із Марінеллою. У численних інтерв'ю, які співак давав після концертів, Карафотіс підкреслював, що 
| «ця співпраця є великою честю для нього і є одним з найбільших дарів, які були на сьогодні в його кар'єрі.»[3] |
| «Життєвий досвід, який завжди буде слідувати за мною».»[4] |
У квітні 2012 року, незабаром після Пасхи, Карафотіс завершив запис у студії нового синглу під назвою «Πάρτα και Φύγε» (укр. «Візьміть і йдіть»), музика Антоніса Скокоса і текст Вікі Геротодору. Сингл вийшов під лейблом Heaven Music. З 27 квітня 2012 року Костас Карафотіс виступає в Frangelico з Елеанною Папаіоанну і Андреасом Стамосом.

## Дискографія
- 2005 — Είμαι εδώ
- 2006 — Η καρδιά μου σελίδα γυρίζει
- 2007 — Δεν υποχωρώ
- 2009 — Έκλεισα θέση
- 2009 — Ήρθες Εσύ
- 2010 — Υποκλίνομαι

### Пісні
- 2010 — Μην σταματάς
- 2011 — Απεργώ
- 2012 — Πάρτα και φύγε
- 2012 — Ξαφνικά
- 2013 — Πώς μου το 'κανες αυτό
- 2013 — Μη Γυρίσεις
- 2014 — Θέλω τα μάτια της να τα ξεχάσω
- 2014 — Καρδιά Μου Άστατη
- 2015 — Ακόμα Μια Μέρα
- 2015 — Από 'Δώ Πέρασες
- 2016 — Μη Ρωτάς
- 2017 — Βρήκα Τον Παράδεισο
- 2017 — Απαγορεύεται
- 2018 — Ίσως να φταίω
- 2019 — Σ' Αγαπώ
- 2020 — Αφήστε Με Όλοι Στην Τρέλα Μου
- 2020 — Τρεις Τα Ξημερώματα
- 2022 — Εγώ Ή Κανένας